# Gino Levi-Montalcini
Luigi Levi-Montalcini, detto Gino (Milano, 21 aprile 1902 – Torino, 29 novembre 1974), è stato un architetto e disegnatore italiano.

## Biografia

Monumento alla memoria di Giuseppe Dresda e Lucio Bazzani

Luigi Levi nasce a Milano il 21 aprile 1902 da Adamo (1867-1932), ingegnere torinese, e dalla pittrice Adele Montalcini  (1879-1963). Come le sorelle Rita, ricercatrice, e Paola, pittrice, prenderà il cognome Levi-Montalcini. A Torino compie gli studi al liceo moderno Massimo D’Azeglio. Molto precocemente segue corsi privati di disegno e scultura. Presso la Regia Scuola di Ingegneria di Torino si laurea in architettura nel 1925.
A Torino frequenta, tra gli anni Venti e Trenta, una vasta cerchia di intellettuali e artisti che comprende architetti, pittori e critici d'arte, tra i quali Giuseppe Pagano, Edoardo Persico, Felice Casorati, Gigi Chessa, Enrico Paulucci, Umberto Cuzzi, Domenico Soldiero Morelli, Mario Passanti, Carlo Mollino.
In particolare, l'incontro con Giuseppe Pagano, di sei anni più anziano, ma compagno di studi, segna l'inizio della sua carriera di architetto, con progetti che lo collocano tra i primi e più rappresentativi esponenti del movimento razionalista in Italia. Il palazzo per uffici progettato per Gualino ha immediata eco a livello internazionale. Seguono altri importanti progetti firmati dai due architetti, ampiamente pubblicizzati e analizzati dalla critica, in particolare attraverso le pagine di Casabella e Domus.
Nel periodo tra le due guerre, dopo la separazione da Pagano, trasferito a Milano, resta fedele all'orientamento moderno, anche in anni, specie dopo il 1935, di involuzione della cultura e della politica cittadina e nazionale. Tra le opere più significative di questo periodo è la Colonia elioterapica di Bardonecchia. È colpito dalle leggi razziali nel 1938.
Nel 1943 sposa Maria Gattone; nel 1944 dall'unione nasce il figlio Emanuele, nel 1946 Piera. Dal 1943 al 1945 è sfollato a Firenze, dove riesce fortunosamente a sfuggire sotto falso nome alle persecuzioni razziali.
Tornato a Torino, a partire dal 1946 ha parte attiva nella formazione del Gruppo Giuseppe Pagano e della locale sede dell'APAO, contribuendo alla discussione che in quegli anni ha impegnato gli architetti sui temi della ricostruzione e sui nuovi compiti dell'architettura.
Gli anni cinquanta lo vedono impegnato in numerosi progetti estranei all'ondata speculativa che ha caratterizzato il periodo della ricostruzione postbellica, tra cui il coordinamento della progettazione del nuovo quartiere delle Vallette di Torino.
Il decennio successivo è caratterizzato dall'impegno crescente nell'insegnamento universitario e dalla partecipazione a concorsi di notevole impegno, che lo porteranno (in collaborazione con i colleghi Domenico Morelli, Felice Bardelli e Sergio Hutter) alla realizzazione del progetto per il nuovo Palazzo dell'Università di Torino.
Gino Levi-Montalcini ha anche progettato nel corso di tutta la sua attività molti arredamenti, a partire dai 67 tipi di mobili per il palazzo Gualino, agli arredi di importanti locali pubblici, come il Salone della Stampa a Torino, a negozi, tra cui il Borletti nella Galleria San Federico, a molti stand per mostre.
All'attività di progettista Gino Levi-Montalcini ha affiancato quella di scultore, per la quale aveva una precoce vocazione e quella di disegnatore, ritrattista e caricaturista. Le sue sculture e i suoi ritratti a penna e a olio ci rimandano tra le altre le figure di molti architetti torinesi, da Pagano a Mollino.
La sua carriera universitaria, iniziata al Politecnico di Torino dove è dal 1948 al 1956 libero docente in Composizione architettonica, prosegue nella qualità di docente ordinario alla Facoltà di Architettura dell'Università di Palermo dal 1956 al 1964; quindi presso la Facoltà di Ingegneria dell'Università di Padova dal 1964 al 1971 e infine a Torino nel biennio 1971-72.
È stato Presidente del Consiglio dell'Ordine degli architetti della Provincia di Torino nel biennio 1969-70 e nel 1969 è stato nominato membro dell'Accademia nazionale di San Luca.
Morì a Torino il 29 novembre 1974 all'età di 72 anni.

## Opere
- Esposizione Internazionale di Torino: Padiglione dell'Esercito, Marina, Aeronautica (con G. Pagano e E. Pittini); Padiglione dei Festeggiamenti e della Moda (con G. Pagano);
- Palazzo per uffici del gruppo Gualino in corso Vittorio Emanuele II 8, Torino (con G. Pagano).(1928-29)
- Villa Colli, Rivara Canavese (con G. Pagano). (1928-29)
- Casa Boasso, via Groscavallo 8, Torino (con G. Pagano). (1928-29)
- Esposizione Internazionale di Liegi, Belgio (con G. Pagano): Padiglione dell'Italia. (1929-1930)
- Uffici SALPA, Sesto San Giovanni (con G. Pagano). (1930)
- Progetto di villa moderna sulla collina di Torino (con G. Pagano). (1930)
- Progetto di sistemazione urbanistica della nuova via Roma, Torino (con Ottorino Aloisio, Umberto Cuzzi, G. Pagano ed Ettore Sottsass). (1931)
- Mostra della Moda e Arredamento, Torino: stand «Sceneggiatura di Spiaggia-Montagna»;. (1932)
- V Triennale di Milano: «Sala d'estate» (con O. Aloisio, G. Chessa, U. Cuzzi, E. Paulucci, E. Sottsass e C. Turina); (1933)
- Progetto di concorso per il secondo tratto della Nuova via Roma, Torino. (1933)
- Negozio Borletti, Galleria San Federico, Torino. (1933)
- Monumento ai martiri fascisti Dresda e Bazzani a Torino (1933)
- Progetto di concorso per il Palazzo del Littorio in via dell'Impero, Roma (con U. Cuzzi e E. Pifferi). (1934)
- Villa Caudano, viale XXV Aprile, Torino. (1935-1936)
- VI Triennale di Milano: allestimento della mostra retrospettiva del pittore Gigi Chessa. (1936)
- Villa Lanfranco-Gromo in corso Giovanni Lanza, Torino. (1936-1937)
- Colonia montana IX Maggio, Bardonecchia. (1936-1938)
- Torre-bollitore per le Cartiere G. Bosso, Lanzo Torinese (con P. Ceresa).(1942-1943)
- Villa Ballarini, Sauze d'Oulx. (1947)
- Villa Marocco, Sauze d'Oulx (con P. Ceresa).(1947)
- Arredamento del Salone «La Stampa» in via Roma, Torino.(1947-1948)
- Centrale idroelettrica «Gran Prà», Ceres (con P. Ceresa). (1947-1948)
- Casa di abitazione in corso Duca degli Abruzzi, Torino (con G. Casalegno e P. Ceresa). (1947-1948)
- Progetto per il Nuovo aeroporto di Genova-Arenzano (con P. Ceresa e E. L. Schiappacasse). (1947-1951)
- Progetto di Case Unrra-Casas per i profughi giuliani di Torino (con P. Ceresa). (1950)
- Centrale termoelettrica Sip, Chivasso (con P. Ceresa e M. Passanti). (1950-1952)
- Quartieri Ina-Casa: Genova, Favria, Savona, Albenga, Campo Ligure, Arenzano, Masone, Pinerolo. (in collaborazione). (1951-1952)
- Edificio di abitazione in corso Re Umberto, Torino. (1955)
- Edificio di abitazione in corso Montevecchio, Torino (con P. Ceresa e L. Buffa)
- Edificio di abitazione in corso Giulio Cesare, Torino.(1956)
- Coordinamento del piano urbanistico del quartiere «Le Vallette», Torino. (1957-1958)
- Cinque edifici nel quartiere «Le Vallette», Torino (G. Levi Montalcini capogruppo, con Domenico Morelli, Mario Passanti e F. Vaudetti). (1957-1965)
- Progetto di concorso per la sede delle Facoltà di Giurisprudenza, Lettere e Filosofia, Magistero, Economia e Commercio dell'Università di Torino (primo premio ex aequo). (1958)
- Villa Levi Montalcini, Forte dei Marmi. (1959-65)
- Nuovo Palazzo delle Facoltà Umanistiche dell'Università, Torino (con D. S. Morelli, F. Bardelli e S. Hutter). (1959-68)
- Villa Scucchia Chelotti, Villarbasse. (1968)
- Due condomini per abitazione e uffici, «Palazzi delle Logge», lungomare Perotti, Bari (con E. Levi Montalcini). (1972)

## Curiosità
- Gino Levi-Montalcini era fratello maggiore di Anna (1905-2000), Rita (1909-2012), scienziata e Paola (1909-2000), pittrice

## Fonte
- Biografia sul Museo Virtuale del Politecnico di Torino